# آرمان علیزاد
آرمان علیزاد (زاده ۱۲ ژوئن ۱۹۷۱ در تهران) خیاط، گزارشگر مد، مجری و شخصیت تلویزیونی اهل فنلاند است. او بیشتر به خاطر مستند آرمان وارد می‌شود که در بیش از ۱۰۰ کشور جهان به روی آنتن رفته‌است، مشهور شده‌است.

## زندگی
علیزاد در سال ۱۹۷۱ در تهران به دنیا آمد. بعد از انقلاب اسلامی ایران، او به همراه خانواده‌اش به فنلاند مهاجرت کردند و از آن موقع تاکنون، او در فنلاند زندگی می‌کند. آرمان علیزاد کار خود را با تلویزیون TV-career در زمینه مد و طراحی لباس شروع کرده است.